# Xenopirostris
Xenopirostris – rodzaj ptaków z rodziny wangowatych (Vangidae).

## Zasięg występowania
Rodzaj obejmuje gatunki występujące endemicznie na Madagaskarze.

## Morfologia
Długość ciała 23–24 cm; masa ciała 52–65 g.

## Systematyka

### Etymologia
Xenopirostris (Xenopictirostris): epitet gatunkowy Vanga xenopirostris Lafresnaye, 1850; rodzaj Xenops Illiger, 1811 (pełzacznik); łac. -rostris „-dzioby”, od rostrum  „dziób”.

### Podział systematyczny
Do rodzaju należą następujące gatunki:
- Xenopirostris polleni (Schlegel, 1868) – wanga grubodzioba
- Xenopirostris xenopirostris (Lafresnaye, 1850) – wanga czarnolica
- Xenopirostris damii Schlegel, 1865 – wanga białogardła